# Уязвимость Dirty COW
Уязвимость Dirty COW (от англ. dirty + copy-on-write — копирование при записи, CVE-2016-5195) — серьёзная программная уязвимость в ядре Linux и Darwin, существующая с 2007 года и исправленная в октябре 2016 года. С её помощью локальный пользователь может повысить свои привилегии из-за ошибки состязания (гонки) в реализации механизма копирования при записи (COW) для страниц памяти, помеченных флагом Dirty bit (изменённая память). На октябрь 2016 года сообщается об активной эксплуатации уязвимости при взломах серверов.

## Технические детали
Проблема возникает при многочисленном одновременном вызове системной функции madvise(MADV_DONTNEED) и записи в страницу памяти, к которой пользователь не имеет доступа на изменение. Эти вызовы осуществляются из разных потоков одновременно.
При попытке записи в read-only COW-страницу памяти ядро автоматически создаёт её копию, после чего записывает данные в новую копию. Исходная страница памяти при этом остаётся нетронутой. Код уязвимого ядра Linux не проверял, завершено ли создание копии и существует ли она всё ещё, прежде чем начать запись по запрашиваемому адресу памяти. Поскольку это две последовательные инструкции, считалось маловероятным, что что-либо может «вклиниться» между ними.
Для использования эксплойта создаются два потока A и B. Системный вызов madvise(MADV_DONTNEED) в потоке A сообщает ядру о том, что программа больше никогда не собирается использовать указанную страницу памяти, поэтому ядро сразу же удаляет все копии этой страницы (но не лишает доступа к ней по прежнему адресу!). Запись в эту же страницу из потока B приводит к необходимости заново создавать её копию. При одновременном выполнении описанных выше инструкций с очень малой вероятностью может произойти ситуация, когда копия страницы удаляется сразу же после её создания, но перед операцией записи. В этот неблагоприятный момент ядро запишет данные в исходную read-only страницу памяти, а не в её копию. При многочисленном повторении запросов из разных потоков происходит гонка и маловероятное событие обязательно произойдёт, в результате чего эксплойт получает право на изменение исходной read-only страницы. Обычно процесс занимает не более нескольких секунд.
Необходимым условием для использования уязвимости является доступ на чтение к файлу или участку памяти. Это означает, что локальный пользователь не может напрямую перезаписать системные файлы, которые не доступны для чтения, как например /etc/shadow, что позволило бы сменить пароль суперпользователя. Однако уязвимость позволяет записать произвольный код в любой исполняемый файл, в том числе любой suid-файл. Таким образом, пользователь получает возможность «подменить» системные файлы, запускаемые им от имени root. Например, становится возможным заменить «безобидный» suid-файл ping на системный терминал, который запустится от имени root.
Несмотря на то, что ошибка повышения привилегий реализуется для локальных пользователей, удаленные злоумышленники могут использовать её в сочетании с другими эксплойтами, которые позволяют произвести удаленное выполнение непривилегированного кода. Такое сочетание приведет к полному взлому удаленной системы. Использование уязвимости DirtyCOW само по себе не оставляет следов в системных журналах.

## История
Уязвимость получила обозначение CVE CVE-2016-5195, предварительно оценивается по шкале CVSS на 6,9-7,8 балла из 10. Ошибка присутствует в ядре с 2007 года (версия 2.6.22) и может быть использована на большом числе дистрибутивов, в том числе на Android. Эта уязвимость стала самой длительно существовавшей критической ошибкой в ядре Linux. Лишь в единичных дистрибутивах (RHEL5/6) эксплуатация одного из стандартных эксплойтов невозможна из-за отключения интерфейса «proc mem». Линус Торвальдс признался, что уже делал попытки исправления этой гонки в августе 2005 года, однако этот патч был некачественным и почти сразу был отменён из-за проблем на архитектуре S390.
Эксплуатацию уязвимости обнаружил исследователь безопасности Phil Oester при анализе взлома одного из администрируемых им серверов. Благодаря записи всего HTTP-трафика на протяжении нескольких лет ему удалось получить эксплойт и проанализировать его работу. Эксплойт был скомпилирован компилятором GCC версии 4.8 (вышел в 2013 году), что может свидетельствовать о том, что уязвимость успешно эксплуатируется уже на протяжении нескольких лет. Закрытое обсуждение и подготовка исправления произошли 13 октября 2016 года. 18 октября был внесен патч, исправляющий ошибку; однако при этом Линус не указал, что данное исправление является важным и устраняет уязвимость. Подобное сокрытие важной информации и проблемы в раскрытии уязвимостей лишь усложняют жизнь пользователей и дистрибьюторов, эта практика подверглась критике в LWN. 19-20 октября информация об уязвимости была опубликована RedHat; также был запущен специальный сайт, рассказывающий об уязвимости и предлагающий различные эксплойты, twitter-аккаунт и интернет-магазин по продаже футболок и сувениров с логотипом уязвимости.
Исправление уязвимости требует обновления ядра. Уязвимость была исправлена в ядрах версий 4.8, 4.7, 4.4 и других, исправление представляет собой добавление нового флага FOLL_COW (изменены 7 строк кода). Ряд дистрибутивов GNU/Linux, например, Debian, Ubuntu, RedHat и другие, уже объявили о выпуске исправленных пакетов ядра. В то же время существуют многочисленные уязвимые устройства и системы на кристалле, выпуск обновлений для которых закончен производителем и может быть невозможен сторонними лицами из-за проприетарных дополнений и нарушений GPL. Например, уязвимость может использоваться для получения прав суперпользователя практически на всех Android-устройствах, с версией ОС до Android 6 включительно и с ранними версиями Android 7.
В декабре 2017 был представлен вариант «Huge Dirty COW» (CVE-2017-1000405), связанный с аналогичной ошибкой в обработке больших страниц (2 МБ).